# Тяжелее небес. Жизнь и смерть Курта Кобейна, о которых вы ничего не знали прежде
Heaver Than Heaven: A Biography of Kurt Cobain (с англ. — «Тяжелее небес. Жизнь и смерть Курта Кобейна, о которых вы ничего не знали прежде») — книга американского писателя Чарльза Р. Кросса, посвящённая биографии лидера группы Nirvana Курта Кобейна. Набирая материал, писатель провёл более 400 интервью; в частности, вдова музыканта Кортни Лав предоставила ему эксклюзивные интервью и доступ к личным дневникам, текстам песен и фотографиям Кобейна. Примечательно, что ни барабанщик «Нирваны» Дэйв Грол, ни мать Кобейна не участвовали в написании книги.
Название книги, «Heavier Than Heaven», было навеяно одноимённым концертным туром Nirvana с группой Tad, проходившим в Соединённом Королевстве. Солист группы, Тэд Дойл, был очень тучным; название, придуманное организаторами тура, отчасти задумывалось для того, чтобы высмеять заблуждение о том, что один только Тэд весил больше, чем все участники Nirvana, вместе взятые.
В России была издана в 2021 году компанией Эксмо под названием «Тяжелее небес. Жизнь и смерть Курта Кобейна, о которых вы ничего не знали прежде» (ISBN 978-5-04-109879-7).

## Будущие экранизации
В октябре 2007 года Дэвид Бениофф был нанят компанией Universal Pictures для написания сценария на основе «Heaver Than Heaven». Кортни Лав числилась исполнительным продюсером проекта, а Марк Форстер проявил интерес к режиссуре. По состоянию на март 2022 года какая-либо информация о съёмках фильма отсутствует.

## Отзывы
«Одна из самых трогательных и откровенных книг, когда-либо написанных о рок-звезде», — Los Angeles Times.
«Наиболее доскональная и полная [биография Кобейна]», — The New York Times.
«„Heavier Than Heaven“ устанавливает новый стандарт [биографии]», — Rolling Stone.
«Захватывающая, как хороший роман. Замечательный портрет [Кобейна]», — Entertainment Weekly.
«Исчерпывающая [биография] … Кросс распутывает человеческую душу», — USA Today.
«Если вы можете прочитать только одну книгу о Курте Кобейне, это определённо должна быть „Heaver Than Heaven“» — Montreal Gazette.
«Подробная биография Кобейна прослеживает историю его жизни опираясь на более чем 400 интервью и личном доступе [автора] к дневникам и текстам песен фронтмена Nirvana», — Entertainment Weekly, «Your Complete Kurt Cobain Reading Guide».
По мнению обозревателя «The Observer», эта книга — «первый авторитетный отчёт о жизни певца».